# بيرناليلو (نيومكسيكو)
بيرناليلو (بالإنجليزية: Bernalillo town, New Mexico)‏ هي بلدة تقع بولاية نيومكسيكو في الولايات المتحدة. تبلغ مساحتها 12.76 كم2، وترتفع عن سطح البحر 1540 م، بلغ عدد سكانها 8,320 نسمة في عام 2010 حسب إحصاء مكتب تعداد الولايات المتحدة وتصل الكثافة السكانية فيها 652 نسمة لكل كيلومتر مربع (1,688.7/ميل2).

## التركيبة السكانية
حدّد مكتب تعداد الولايات المتحدة بيانات التركيبة السكانية لبيرناليلو في تعداد الولايات المتحدة. في ما يلي، التركيبة السكانية حسب تعدادي 2000 و2010.

### تعداد عام 2000
بلغ عدد سكان بيرناليلو 6,611 نسمة بحسب تعداد عام 2000، وبلغ عدد الأسر 2,309 أسرة وعدد العائلات 1,725 عائلة مقيمة في البلدة. في حين سجلت الكثافة السكانية 518.1 نسمة لكل كيلومتر مربع (1,341.9/ميل2). وبلغ عدد الوحدات السكنية 2,473 وحدة بمتوسط كثافة قدره 193.8 لكل كيلومتر مربع (501.9/ميل2).
وتوزع التركيب العرقي للبلدة بنسبة 60.17% من البيض و0.74% من الأمريكيين الأفارقة و3.92% من الأمريكيين الأصليين و0.20% من الأمريكيين ذوي الأصول الآسيوية و31.34% من الأعراق الأخرى و3.63% من عرقين مختلطين أو أكثر و74.75% من الهسبانيون أو اللاتينيون من أي عرق.
بلغ عدد الأسر 2,309 أسرة كانت نسبة 46.4% منها لديها أطفال تحت سن الثامنة عشر تعيش معهم، وبلغت نسبة الأزواج القاطنين مع بعضهم البعض 49.1% من أصل المجموع الكلي للأسر، ونسبة 18.6% من الأسر كان لديها معيلات من الإناث دون وجود شريك، بينما كانت نسبة 7% من الأسر لديها معيلون من الذكور دون وجود شريكة وكانت نسبة 25.3% من غير العائلات. تألفت نسبة 20.2% من أصل جميع الأسر من عدة أفراد يعيشون في نفس المنزل ونسبة 6.9% كانت تتألف من شخص يعيش بمفرده يبلغ من العمر 65 عاماً أو أكثر. وبلغ متوسط حجم الأسرة المعيشية 2.86، أما متوسط حجم العائلات فبلغ 3.30.
بلغ العمر الوسطي للسكان 31.9 عاماً. وكانت نسبة 31% من القاطنين تحت سن الثامنة عشر، وكانت نسبة 9.9% بين الثامنة عشر والرابعة والعشرين عاماً، ونسبة 28.5% كانت واقعةً في الفئة العمرية ما بين الخامسة والعشرين والرابعة والأربعين عاماً، ونسبة 21.4% كانت ما بين الخامسة والأربعين والرابعة والستين، ونسبة 9.2% كانت ضمن فئة الخامسة والستين عاماً فما فوق. يوجد لكل 100 أنثى 93.9 ذكر، ويوجد لكل 100 أنثى في الثامنة عشر من عمرها فما فوق 91.4 ذكر.
بلغ متوسط دخل الأسرة في البلدة 43,654 دولارًا، أما متوسط دخل العائلة فبلغ 43,846 دولارًا. وكان متوسط دخل الذكور 36,136 دولارًا مقابل 20,469 دولارًا للإناث. وسجل دخل الفرد الخاص بالبلدة 15,906 دولارًا. وكانت نسبة 10% من العائلات ونسبة 11.2% من السكان تحت خط الفقر، وكان من هؤلاء نسبة 15.4% تحت سن الثامنة عشر ونسبة 0% في الخامسة والستين من العمر وما فوق.

### تعداد عام 2010
بلغ عدد سكان بيرناليلو 8,320 نسمة بحسب تعداد عام 2010، وبلغ عدد الأسر 2,952 أسرة وعدد العائلات 2,080 عائلة مقيمة في البلدة. في حين سجلت الكثافة السكانية 652 نسمة لكل كيلومتر مربع (1,688.7/ميل2). وبلغ عدد الوحدات السكنية 3,207 وحدة بمتوسط كثافة قدره 251.3 لكل كيلومتر مربع (650.9/ميل2).
وتوزع التركيب العرقي للبلدة بنسبة 63.16% من البيض و0.89% من الأمريكيين الأفارقة و5.28% من الأمريكيين الأصليين و0.49% من الأمريكيين ذوي الأصول الآسيوية و0.11% من سكان جزر المحيط الهادئ و27.87% من الأعراق الأخرى و2.20% من عرقين مختلطين أو أكثر و69.76% من الهسبانيون أو اللاتينيون من أي عرق.
بلغ عدد الأسر 2,952 أسرة كانت نسبة 35% منها لديها أطفال تحت سن الثامنة عشر تعيش معهم، وبلغت نسبة الأزواج القاطنين مع بعضهم البعض 47.3% من أصل المجموع الكلي للأسر، ونسبة 15.8% من الأسر كان لديها معيلات من الإناث دون وجود شريك، بينما كانت نسبة 7.4% من الأسر لديها معيلون من الذكور دون وجود شريكة وكانت نسبة 29.5% من غير العائلات. تألفت نسبة 24.5% من أصل جميع الأسر من عدة أفراد يعيشون في نفس المنزل ونسبة 9.1% كانت تتألف من شخص يعيش بمفرده يبلغ من العمر 65 عاماً أو أكثر. وبلغ متوسط حجم الأسرة المعيشية 2.65، أما متوسط حجم العائلات فبلغ 3.15.
بلغ العمر الوسطي للسكان 38.8 عاماً. وكانت نسبة 24.2% من القاطنين تحت سن الثامنة عشر، وكانت نسبة 9.2% بين الثامنة عشر والرابعة والعشرين عاماً، ونسبة 24.2% كانت واقعةً في الفئة العمرية ما بين الخامسة والعشرين والرابعة والأربعين عاماً، ونسبة 29.1% كانت ما بين الخامسة والأربعين والرابعة والستين، ونسبة 13.4% كانت ضمن فئة الخامسة والستين عاماً فما فوق. وتوزع التركيب الجنسي للسكان بنسبة 50.5% ذكور و49.5% إناث.